# 204 (число)
Вижте пояснителната страница за други значения на 204.
204 (двеста и четири) е естествено, цяло число, следващо 203 и предхождащо 205.
Двеста и четири с арабски цифри се записва „204“, а с римски цифри – „CCIV“. Числото 204 е съставено от три цифри от позиционните бройни системи – 2 (две), 0 (нула), 4 (четири).

## Общи сведения
- 204 е четно число.
- 204-тият ден от годината е 23 юли.
- 204 е година от Новата ера.